# Synthetoceras
 (août 2023).
La mise en forme du texte ne suit pas les recommandations de Wikipédia : il faut le « wikifier ».
Les points d'amélioration suivants sont les cas les plus fréquents. Le détail des points à revoir est peut-être précisé sur la page de discussion.
- Les titres sont pré-formatés par le logiciel. Ils ne sont ni en capitales, ni en gras.
- Le texte ne doit pas être écrit en capitales (les noms de famille non plus), ni en gras, ni en italique, ni en « petit »…
- Le gras n'est utilisé que pour surligner le titre de l'article dans l'introduction, une seule fois.
- L'italique est rarement utilisé : mots en langue étrangère, titres d'œuvres, noms de bateaux, etc.
- Les citations ne sont pas en italique mais en corps de texte normal. Elles sont entourées par des guillemets français : « et ».
- Les listes à puces sont à éviter, des paragraphes rédigés étant largement préférés. Les tableaux sont à réserver à la présentation de données structurées (résultats, etc.).
- Les appels de note de bas de page (petits chiffres en exposant, introduits par l'outil «  Source ») sont à placer entre la fin de phrase et le point final[comme ça].
- Les liens internes (vers d'autres articles de Wikipédia) sont à choisir avec parcimonie. Créez des liens vers des articles approfondissant le sujet. Les termes génériques sans rapport avec le sujet sont à éviter, ainsi que les répétitions de liens vers un même terme.
- Les liens externes sont à placer uniquement dans une section « Liens externes », à la fin de l'article. Ces liens sont à choisir avec parcimonie suivant les règles définies. Si un lien sert de source à l'article, son insertion dans le texte est à faire par les notes de bas de page.
- La présentation des références doit suivre les conventions bibliographiques. Il est recommandé d'utiliser les modèles {{Ouvrage}}, {{Chapitre}}, {{Article}}, {{Lien web}} et/ou {{Bibliographie}}. Le mode d'édition visuel peut mettre en forme automatiquement les références.
- Insérer une infobox (cadre d'informations à droite) n'est pas obligatoire pour parachever la mise en page.

Pour une aide détaillée, merci de consulter Aide:Wikification.
Si vous pensez que ces points ont été résolus, vous pouvez retirer ce bandeau et améliorer la mise en forme d'un autre article.
Genre
Répartition géographique
Synthetoceras est un genre fossile de mammifères ongulés de la famille des Protoceratidae, ayant vécu au Miocène supérieur il y a 12 millions d'années. Ses fossiles ont été mis à jour aux États-Unis dans le Nebraska et au Texas,.

## Description

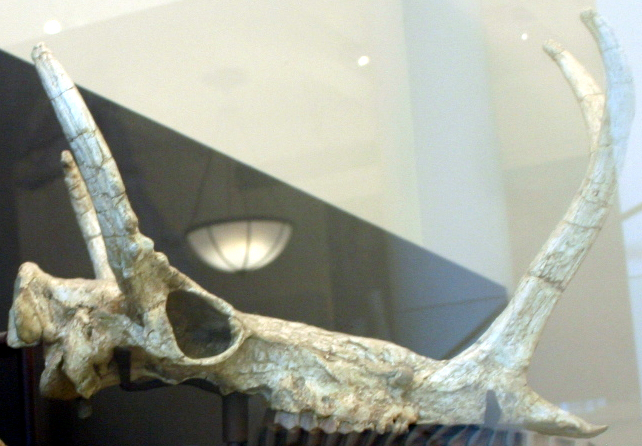
Crâne de Synthetoceras tricoronatus.

Avec une longueur de 2 m, une hauteur d'environ 1 m et une masse de 150 à 200 kg, Synthetoceras est le plus grand membre de sa famille ainsi que son dernier représentant,. L'animal avait un crâne long et bas, équipé de deux cornes au-dessus de ses yeux, qui semblaient assez normales et similaires à celles de nombreux mammifères à cornes modernes, et d'une longue corne ramifiée en forme de « Y » sur le museau. Comme pour les autres représentants de la famille des Protoceratidae, seuls les mâles avaient cette étrange corne, et ils l'utilisaient probablement dans des combats territoriaux. Ils vivaient en troupeaux et étaient herbivores.

## Liste des espèces
Selon GBIF (14 août 2023) :
- Synthetoceras davisorum Hulbert & Whitmore, 2006
- Synthetoceras tricornatus Stirton, 1932 - espèce type

## Taxonomie

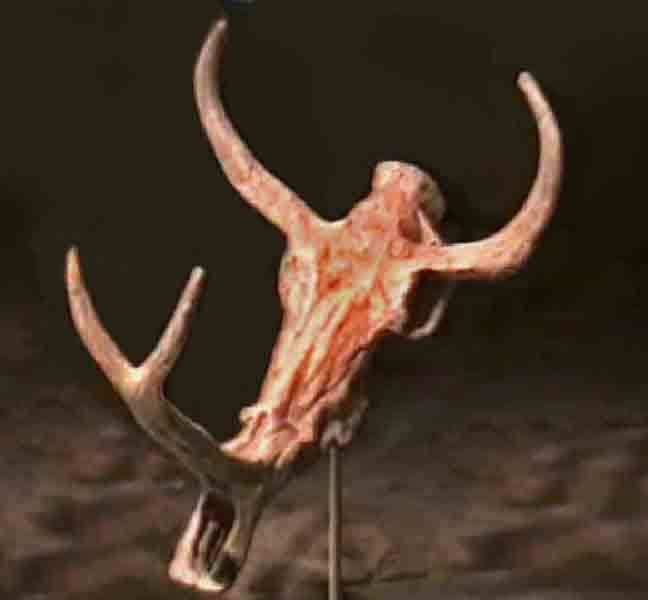
Crâne de Synthetoceras tricoronatus au Musée de la nature et des sciences de Denver.

Synthetoceras a été nommé en 1932 par le paléontologue américain Ruben Arthur Stirton (d) (1901-1966). C'est le genre type de la sous-famille des Synthetoceratinae et de la tribu des Synthetoceratini. Il est attribué aux Protoceratidae par Stirton (1932), Thurmond et Jones (1981) et Carroll (1988) ; à Synthetoceratinae par Hulbert et Whitmore (2006) ; et à Synthetoceratini par Webb (1981), Prothero (1998), Webb et al. (2003) et Prothero et Ludtke (2007),,,.

## Publication originale
- (en) R. A. Stirton, « A New Genus of Artiodactyla From the Clarendon Lower Pliocene of Texas », University of California Publications, Bulletin of the Department of Geological Sciences, Californie, vol. 21, no 6,‎ 1932, p. 147-168.